# 克羅庫斯平原戰役
克羅庫斯平原戰役（Battle of Crocus Field），又可被稱為沃洛戰役（Battle of Volo）。發生在古希臘第三次神聖戰爭期間的一場重要戰役，一方是奧諾馬爾庫斯（Onomarchus）所率領的福基斯軍隊，另一方是馬其頓王國和色薩利同盟聯軍，聯軍指揮官是馬其頓國王腓力二世。這場決定性戰役由腓力二世獲勝作收，藉由這次勝利腓力確定他在色薩利的統治地位，這場戰役也是古希臘歷史中馬其頓崛起的關鍵一環。對於這場戰役的發生年份，現代歷史學家分成兩派，分別認為戰役發生在前353年，或是前352年。

## 有關時間年份及史料
關於第三次神聖戰爭的古代史料相當不足，因此本次戰爭缺乏穩固的時間年份。戰爭的古代文獻來源主要由西西里的狄奧多羅斯提供，他是前一世紀的人，因此他的著作可算是二手以後的來源，加上現代史學家時常對於狄奧多羅斯的撰寫風格和錯誤不太予肯定，然而他的著作卻補上許多歷史空白的部分。狄奧多羅斯主要是把前人的歷史著作加以精簡、整理，加上他要闡揚一些歷史的教訓或倫理，因此他省略許多不符合他需求的內容，這造成他在記敘第三次神聖戰爭時，內容不太連貫且有許多缺漏。
除了狄奧多羅斯的記載外，還可以從雅典政治家的狄摩西尼、埃斯基涅斯（Aeschines）演說稿查明第三次神聖戰爭的一些細節。這些演說稿不會遭到史家刪節，畢竟演說稿不會被視為普通的歷史文字記載，而會妥善完整收錄。然而，身為政治家的狄摩西尼、埃斯基涅斯他們曾經被評論為「一對騙子」，故也沒辦法對他們所說的事情完全全盤接受。但他們畢竟還是當代人物，因此藉由他們所提起當時或之前發生的大事，來補上狄奧多羅斯的缺漏，由此重建出第三次神聖戰爭的時間軸。在狄奧多羅斯的史料、狄摩西尼、埃斯基涅斯以外，還可以從一些殘缺的歷史學家著作補遺其中缺憾，如塞奧彭普斯（Theopompus）等等，也可從碑銘研究取得資料。
現代歷史學者對於戰爭時間的問題爆發激烈的爭辯，且沒有產生一個共識。然而，大致上接受這場戰爭歷程10年，且可以確定戰爭結束在前346年夏季。學者多認定前356年戰爭因菲羅墨羅斯（Philomelos）占據德爾斐而爆發，在菲羅墨羅斯在涅翁（Neon）戰敗後，底比斯人認為已經安全了，並派遣將軍帕曼尼斯率領5,000名希臘重裝步兵前往小亞細亞。一些連串的證據顯示，帕曼尼斯曾經與腓力二世在色雷斯的馬羅內亞（Maroneia）會面，時間應是前355年，可能就在帕曼尼斯出征小亞細亞之際。學者Buckler是唯一對神聖戰爭進行有系統研究的歷史學者，他認為應該把涅翁戰役時建推到前355年前半。而其他的學者則認為應是前354年，因為狄奧多羅斯描述那場戰役發生於腓力二世圍攻邁索內（Methone）期間，因此應在前354年。但狄奧多羅斯對這次戰爭的時間前後記敘相當混亂，對戰爭前後共歷時多久也記敘不清楚，因此產生9、10或11年不同的說法，甚至兩次不同的時間提到邁索內圍城發生。因此狄奧多羅斯對於戰爭的時間年份不是很可靠。 
撇開這些年份疑慮的問題，學者們也對戰爭中的事件先後年份商討，主要的問題在於戰爭開始之後的過程，學者Buckler、Beloch和Cloche等認為涅翁戰役在前355年，邁索內圍城在前354年，腓力首度展開色薩利行動在前354年，第二次色薩利行動於前353年。相對的，學者Cawkwell、Sealey、 Hammond和其他學者們認為涅翁戰役在前354年，並把上述事件年份都推延一年。因此關於克羅庫斯平原戰役的發生年份產生前353年，或是前352年兩種說法。

## 背景
第三次神聖戰爭在前356年爆發，這給了馬其頓國王腓力二世一次染指希臘中部和南部事務的大好機會。這場戰爭表面上是因前357年福基斯邦聯拒絕付出罰金給德爾斐近鄰同盟引起，因為近鄰同盟屬於泛希臘的宗教組織，它管理古希臘宗教中最重要的聖地德爾斐的阿波羅神廟。在宗教後面，實際上底比斯人當時控制了近鄰同盟會議的大部分投票席次，在前357年的近鄰會議中底比斯人煽動同盟做出決議，要求福基斯（以耕種聖地為由）和斯巴達（以先前佔領底比斯25年為由）罰款。然而，要求的金額數目可說是不合常理的嚴苛，底比斯人很可能就是期待福基斯和斯巴達都不會繳交罰金，意圖以此為發動神聖戰爭的開戰藉口。

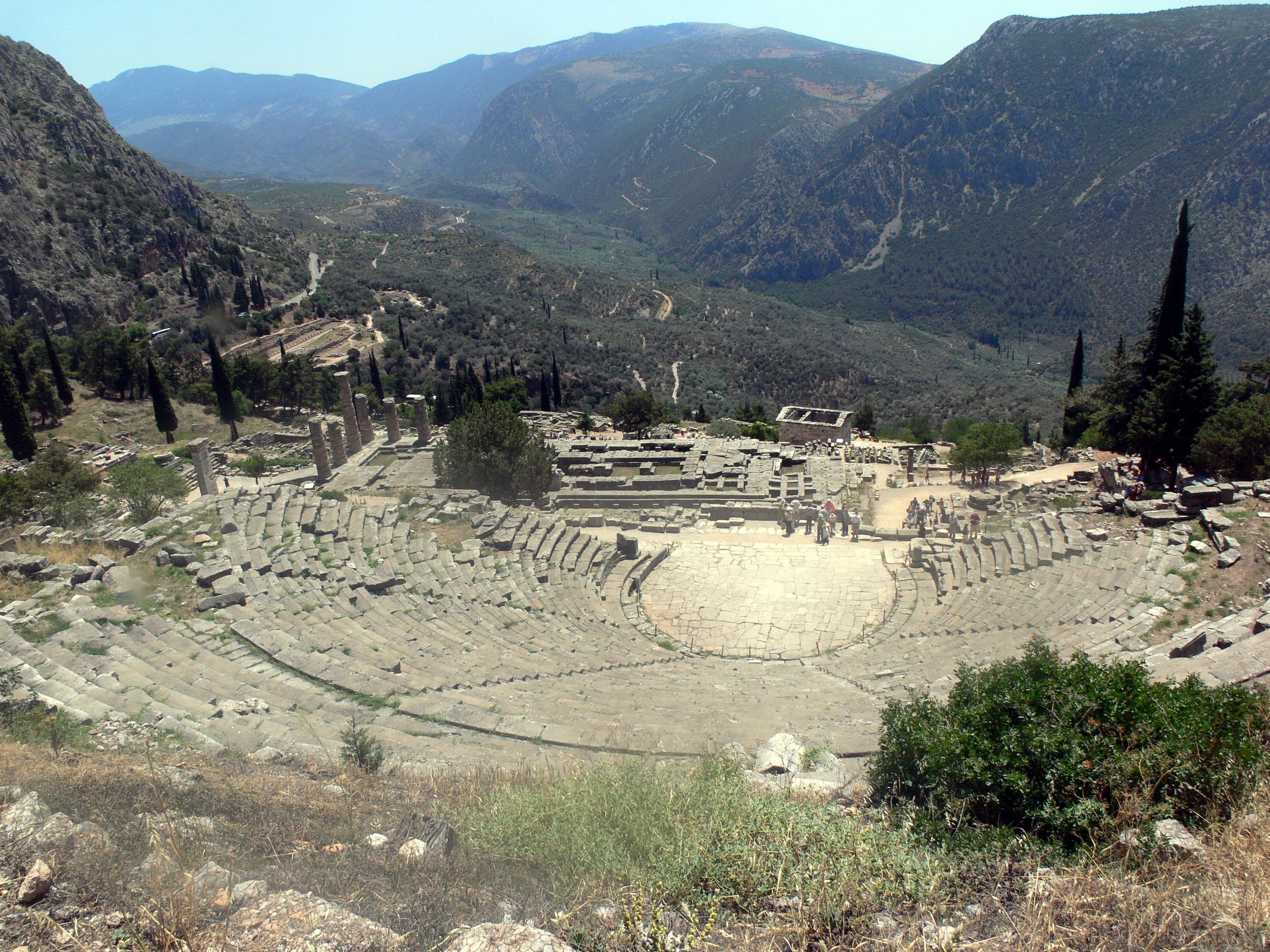
古代德爾斐遺址

福基斯人為此作出回應，他們在菲羅墨羅斯的領導下占據了緊鄰福基斯的德爾斐，並且重申福基斯人是近鄰同盟的領導者這項古老宣言，福基斯人企圖以此來廢除對他們逞罰的判決。另外，一些其他希臘城邦似乎同情福基斯人的遭遇，畢竟他們看到底比斯人假藉近鄰同盟來追求自己的貪欲，公報私仇。底比斯人的宿敵雅典在這次事件中支持福基斯人，同樣的還有斯巴達，斯巴達人無疑是希望福基斯人占據德爾斐後可以廢除自己的罰金。無論如何，菲羅墨羅斯搜刮德爾斐阿波羅的寶藏，他以此來付僱傭軍的費用，建立一支強大的軍隊，但這個誇張的行為卻造成其他希臘城邦強烈的反感。前356年或前354年冬季，近鄰同盟會議正式向福基斯發動神聖戰爭，並以底比斯人為首。戰事初期，狀況相對於福基斯有利，但他們於前354年或前353年在涅翁對付底比斯人時遭到慘重的打擊，菲羅墨羅斯被殺。在這不幸的失敗後，奧諾馬爾庫斯（Onomarchos）接管領導福基斯人的重責，並重新組建新的雇用軍來繼續奮戰下去。
神聖戰爭爆發導致色薩利新一波的內部鬥爭，色薩利同盟大部分成員堅定支持近鄰同盟，其中隱含了對福基斯人宿久的仇怨。相對地，色薩利重要城邦費萊卻與福基斯人同盟。前354年或前353年，色薩利拉里薩的貴族向馬其頓國王腓力二世請求，希望馬其頓能幫助他們對抗費萊人。腓力因此率軍進入色薩利地區，可能就是要攻擊費萊人。費萊的呂克弗隆（Lycophron）隨即依照盟約要求福基斯人前來救援，於是奧諾馬爾庫斯派遣他的兄弟菲勒羅斯（Phallyos）帶著7,000人支援。然而，腓力二世在這支援軍與費萊軍隊會合前，就先擊破這支部隊。奧諾馬爾庫斯沒辦法，只好放棄目前他所進行的圍城戰，率領全軍進入色薩利地區對付馬其頓軍。在接下來的細節不是很清楚，但奧諾馬爾庫斯似乎在兩次戰役中狠狠擊敗腓力，使馬其頓人中許多人被殺。在吃了這些敗戰後，腓力退回馬其頓本土過冬，並宣示他「不會就這樣逃跑，而會像公羊般，會一次比一次猛烈的牴回來」。
前353年或前352年夏季，腓力在馬其頓重新聚集一支新的大軍，再度率軍進入色薩利。並且正式要求色薩利人加入他，來對抗福基斯人。隨後他盡可能的粉碎費萊的色薩利支持者。最後，根據西西里的狄奧多羅斯描述，腓力當時的軍力已經擁有20,000名步兵和3,000名騎兵。

## 序幕
Buckler和Cawkwell這兩位學者推測，在克羅庫斯平原戰役前，腓力正在圍攻費萊重要戰略價值的港口帕加塞。若奪下帕加塞，腓力將可以阻止敵軍從海上增援，學者Buckler認為腓力從前次的失敗中得到教訓，並準備切斷費萊與外部增援的管道，以利日後圍攻。同時，奧諾馬爾庫斯也再度回到色薩利，試圖保護費萊及維持該地區的影響力，奧諾馬爾庫斯帶著的部隊大約與前一年的數目差不多。另外一方面，雅典也派遣卡瑞斯（Chares）率領一支龐大的艦隊支援他們的盟友福基斯，他們看到這將會是一場可以擊敗腓力二世的決定性戰役，可能決定與福基斯軍在帕加塞會合，畢竟帕加塞是雅典艦隊在附近惟一可以停泊的港口，加上腓力二世就在那裏。

## 戰鬥
接下來的經過詳細內容不太清楚，但是馬其頓軍和福基斯軍之間發生一場重要會戰，很可能是腓力企圖阻止福基斯、費萊聯軍與雅典的援軍會合。根據狄奧多羅斯記敘，兩支軍隊在一個靠海的廣大平原交戰，地點就在靠近費萊的地區。剛好色薩利的克羅庫斯平原吻合古代史料的描寫，因此這場戰役就被稱為克羅庫斯平原戰役。無論如何，這塊平原實在是太大了，以至於很難去確認真正的戰役發生地點。
腓力二世讓他的士兵頭戴月桂冠進入戰場，象徵阿波羅的榮耀，彷彿自己是褻瀆神靈的復仇者似的。接著腓力率領馬其頓軍準備與敵軍作戰。福基斯軍中的雇傭軍中看到這種情形，據說驚慌的丟棄兵器盔甲並懺悔自己的罪行。兩軍戰鬥，這是古希臘史中一場慘烈的戰役之一，最後腓力獲得決定性勝利，戰役結果可能是因腓力軍數量較多，且騎兵勇猛作戰。 
福基斯軍遭到了擊敗，紛紛往海邊雅典艦隊方向逃去，恰好在戰役發生期間雅典卡瑞斯的艦隊到來。然而馬其頓聯軍仍在後方追擊敗兵，許多人被殺，也有許多福基斯士兵因為急著要攀上雅典船隻而溺死於海裡。結果總共有6,000名福基斯士兵在這場戰役喪生，包含福基斯主帥奧諾馬爾庫斯在內有3,000名被俘。作為對掠奪神殿的處罰，奧諾馬爾庫斯要不是被絞死就是釘死在十字架上，而其他的俘虜則是被淹死，且不給福基斯方弄一個莊嚴的葬禮。通過這次戰役，腓力塑造自己是一個虔誠的阿波羅復仇者，並處罰福基斯對神靈褻瀆。學者Buckler如此評論：「不要主觀認為這起大規模淹死戰俘...會驚動整個希臘世界，畢竟連脾氣溫和的伊索克拉底也認為那群福基斯傭兵最好死了算了....這是很可怕的處置沒錯，但這符合腓力作為阿波羅擁護者的作風。」

## 戰後
很可能腓力二世透過這場戰役讓色薩利人推舉他為色薩利的執政官（Archon），這職位是終生職，並讓他可以掌控整個色薩利同盟的歲收，也可以領導色薩利的軍隊。費萊的僭主命運不像奧諾馬爾庫斯那樣悲慘，他與腓力達成協議，把費萊交了腓力，而腓力允許這位費萊的僭主可以帶著2,000名傭兵轉往福基斯。之後腓力花了一點時間整合色薩利，完成後他繼續往南朝溫泉關進軍，他可能想趁著大勝後入侵福基斯本土。但此舉驚動了雅典人，因為一旦腓力通過溫泉關，他也可以繼續往雅典前進。因此當腓力來到溫泉關前，他發現這個前往希臘中部的要門已經被雅典的一支部隊給占領，可能還有其他城邦勢力加入雅典的這支部隊，但這有爭議。總而言之，儘管溫泉關的防禦能力以腓力而言或許可以強行通過，但腓力沒有採取這個行動，他也不願意已經在色薩利獲得巨大成功後再冒一次險。
同時，福基斯人在奧諾馬爾庫斯的兄弟菲勒羅斯領導下團結起來。儘管福基斯人於涅翁戰役和克羅庫斯平原戰役先後慘遭大敗，但菲勒羅斯採取給雙倍價錢來召納雇傭軍，補充福基斯不足的軍隊。雖然吃了敗戰，但大部分福基斯人仍打定主意繼續戰爭下去。在冬季過後，菲勒羅斯開始致力於外交工作，使更多勢力加入福基斯人的同盟，並在隔年可供戰爭的季節期間贏得一些進展。福基斯人大敗後的堅毅，在古希臘歷史中獨具一格，在經過大敗後福基斯人可以忍受巨大的人力損失，堅定繼續戰爭下去。也是因為他們掠奪了阿波羅神殿的財寶，導致了這場戰爭，也讓他們擁有戰事持續下去的資金。這場戰爭直到前346年沒有決定性勝負而結束。

## 腳註
1. 1 2 3 4  Buckler, p. xiv.
2. 1 2  Buckler, p. 148.
3. ↑  Green, Alexander the Great and the Hellenistic Age. p. xxiv.
4. ↑  Green, Greek History 480–431 BC, pp. 1–13.
5. ↑  Cawkwell, p. 31.
6. ↑  Cawkwell, p. 92.
7. 1 2 3 4 5 6 7 8 9  Buckler, pp. 148–195.
8. ↑  Cawkwell, p. 185.
9. ↑  Buckler, p. 8
10. 1 2  Buckley, p. 472.
11. 1 2  Buckler, p. 20–22
12. ↑  Cawkwell, p. 63.
13. 1 2 3 4  Cawkwell, p. 64.
14. ↑  Buckler, p. 22
15. ↑  Buckler, p. 21
16. ↑  Buckler, p. 26–29
17. ↑  Cawkwell, p. 65
18. ↑  Cawkwell, p.66.
19. ↑  Sealey, p. 445.
20. 1 2 3  Hornblower, p. 272.
21. ↑  Buckler, p. 63.
22. 1 2 3  Cawkwell, p. 61.
23. ↑  Buckler, p. 64.
24. ↑  Buckler, p. 66.
25. 1 2 3 4 5 6  Diodorus XVI, 35 （页面存档备份，存于）
26. 1 2 3 4 5 6  Sealey, pp. 447–448.
27. ↑  Cawkwell, p. 60.
28. 1 2 3 4  Cawkwell, p. 62.
29. ↑  Buckler, pp. 73–74.
30. 1 2 3 4 5  Buckler. p. 74.
31. ↑  Buckler, p. 67.
32. 1 2 3 4  Buckler, p. 75.
33. ↑  查士丁 VIII, 2
34. 1 2  Cawkwell, p. 66.
35. ↑  Buckler, p. 78.
36. ↑  Buckler, p. 79.
37. 1 2  Buckler, p. 80.
38. ↑  Buckler, p. 81.
39. 1 2 3 4  Buckler, p. 85.

## 來源

### 古代文獻
- 西西里的狄奧多羅斯 – 《歷史叢書》
- 查士丁 – 引用格奈烏斯·龐培·特羅古斯的作品

### 現代文獻
- Buckler, John. . Brill Archive. 1989. ISBN 9004090959.
- Buckley, Terry. . Routledge. 1996. ISBN 0415099579.
- Cawkwell, George. . Faber & Faber. 1978. ISBN 0571109586.
- Green, Peter. . Phoenix. 2008. ISBN 0753824139 请检查|isbn=值 (帮助).
- Green, Peter. . University of Texas Press. 2006. ISBN 0292712774.
- Hornblower, Simon. . Routledge. 2002. ISBN 0415163269.
- Sealey, Raphael. . University of California Press. 1976. ISBN 0520031776.